# 日米レスリングサミット
日米レスリングサミット（にちべいレスリングサミット）は、新日本プロレス、全日本プロレス、WWFの合同興行として開催したプロレス興行。

## 概要
前年の1989年、単独で日本進出を狙っていたWWFのビンス・マクマホン・ジュニアと、それを制したい全日本プロレスのジャイアント馬場が協議し、本興行の開催を決定。その後馬場は、新日本プロレスの坂口征二に参加を要請し、受諾したことから3団体共催となった。一方、WWFと新日本が共催して興行を実施することに、新日本と提携していたWWFのライバル団体であるWCWが心証を害し、本興行の開催発表後、1990年2月に開催の新日本の東京ドーム大会「'90 スーパーファイト in 闘強導夢」へのリック・フレアー派遣を中止した。目玉選手を失った新日本の坂口は、馬場に協力を要請し、「'90 スーパーファイト」に鶴田、ハンセンなどの全日本選手が参加している。 

## 試合結果
日程
1990年4月13日
会場
東京ドーム
観衆
53,742人
第1試合
6人タッグマッチ20分1本勝負
ダグ・ファーナス、ダニー・クロファット、ジョー・マレンコ vs 川田利明、サムソン冬木、北原辰巳
○クロファット（11分26秒・エビ固め）×北原
第2試合
シングルマッチ20分1本勝負
獣神サンダー・ライガー vs 野上彰
○ライガー（8分37秒・片エビ固め）×野上
第3試合
タッグマッチ20分1本勝負
ジミー・スヌーカ、ティト・サンタナ vs 渕正信、小橋健太
○スヌーカ（8分28秒・片エビ固め）×渕
第4試合
シングルマッチ20分1本勝負
タイガーマスク vs ブレット・ハート
タイガー（20分時間切れ引き分け）ブレット
第5試合
シングルマッチ20分1本勝負
ザ・グレート・カブキ vs グレッグ・バレンタイン
○カブキ（7分16秒・エビ固め）×バレンタイン
第6試合
シングルマッチ20分1本勝負
ジェイク・ロバーツ vs ビッグ・ボスマン
○ロバーツ（10分25秒・体固め）×ボスマン
第7試合
IWGPタッグ選手権試合60分1本勝負
マサ斎藤、橋本真也（チャンピオンチーム） vs 長州力、蝶野正洋（チャレンジャーチーム）
○斎藤（13分0秒・片エビ固め）×蝶野
第8試合
タッグマッチ60分1本勝負
ジャンボ鶴田、キング・ハク vs リック・マーテル、カート・ヘニング
○鶴田（10分53秒・体固め）×マーテル
第9試合
シングルマッチ60分1本勝負
天龍源一郎 vs ランディ・サベージ（w / センセーショナル・シェリー・マーテル）
○天龍（10分49秒・エビ固め）×サベージ
第10試合
WWF世界ヘビー級選手権試合60分1本勝負
アルティメット・ウォリアー（チャンピオン） vs テッド・デビアス（チャレンジャー）
○ウォリアー（6分12秒・体固め）×デビアス
セミファイナル
タッグマッチ60分1本勝負
ジャイアント馬場、アンドレ・ザ・ジャイアント vs デモリッション（アックス&スマッシュ）
○アンドレ（6分39秒・体固め）×スマッシュ
メインイベント
シングルマッチ60分1本勝負
ハルク・ホーガン vs スタン・ハンセン
○ホーガン（12分30秒・片エビ固め）×ハンセン

## エピソード
- 当初メインイベントはホーガンvsテリー・ゴディのWWF世界ヘビー級王座選手権試合が予定されていた。直前のレッスルマニア6で、ホーガンがアルティメット・ウォリアーに敗れ王座から陥落したためにノンタイトル戦として行われることになり、対戦相手もハンセンに変更された。
- ジャンボ鶴田のパートナーは当初、谷津嘉章と発表されたが、谷津の負傷欠場により、急遽全日本出身でもあるキング・ハクが務めることとなった。
- 全日本プロレス中継のメイン実況アナウンサーを担当してきた日本テレビの倉持隆夫は、この日のホーガンvsハンセン戦が最後のプロレス実況となった。
- 馬場とアンドレはこの日が初のタッグ結成で、以降1992年まで「大巨人コンビ」として全日本のリングで活躍することになる。